# Tossalnou
Tossalnou o el Tossalet (oficialment, en castellà, Tosalnou) és una localitat valenciana al terme municipal de Rafelguaraf, a la comarca de la Ribera Alta. Es troba a 1 km de distància de la capital del municipi i tenia 212 habitants el 2019.

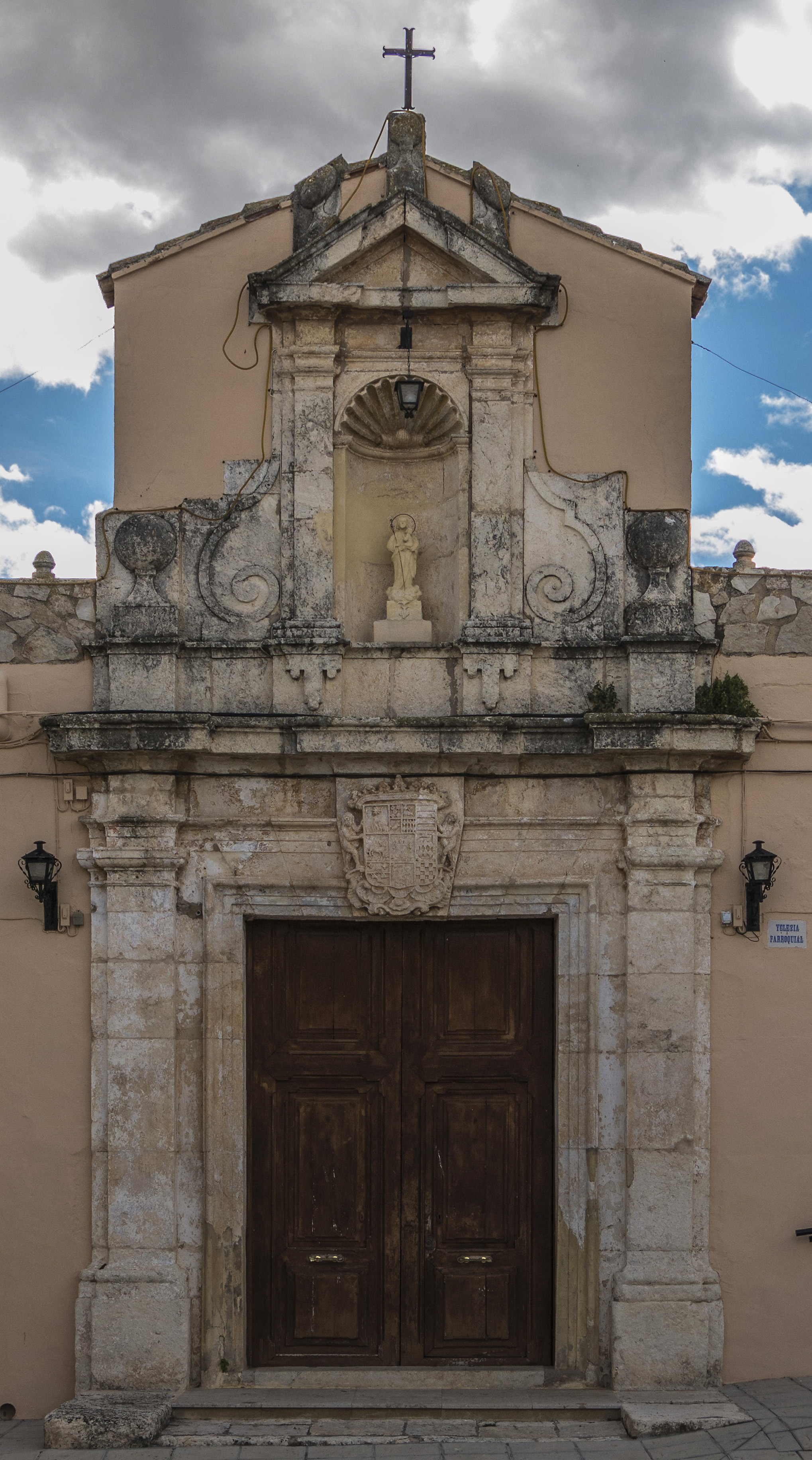
Església parroquial de Sant Josep

El nucli actual fou fundat al segle xvii damunt de l'antic Tossalet, que havia quedat despoblat. L'església, erigida en parròquia el 1972, és dedicada a sant Josep. Tossalnou va ser un municipi independent fins a l'any 1870, quan fou agregat a Rafelguaraf per Reial Orde del 26 de juny.